# Franz Singer (Baumeister, 1724)
Franz Singer (* 3. Januar 1724 in Götzens; † 6. April 1789 ebenda) war ein österreichischer Baumeister und Stuckateur.

## Leben
Sein Vater war der Stuckateur Hans Singer (1688–ca. 1740) und Franz Singer wurde wie dessen älterer Bruder Jakob Singer (1685–1760) und dessen Sohn Kassian Singer (1712–1759) zu einem Stuckateur und Baumeister ausgebildet.
Franz Singer war dreimal verheiratet: in erster Ehe mit Maria Span, mit der er zwei Töchter hatte, in zweiter Ehe, seit dem 21. September 1748 in Götzens, mit Anna Kirchmayr (* ca. 1728, † 1791 in Götzens; auch Kirchmayrin), mit der er acht Kinder hatte, und in dritter Ehe mit Barbara Braunegger, mit der er neun Kinder hatte. Seine Schwester, Maria Singer, heiratete 1749 den Baumeister Joseph Abenthung.
Entgegen der bisherigen Auffassung ordnet Klaus Aman in seiner Dissertation aus dem Jahr 2002 die unter Denkmalschutz stehende, 1775–1779 errichtete Pfarrkirche zum Hl. Nikolaus in Grins und die Pfarrkirche Hl. Magnus in Ranggen Franz Singer nicht zu.

## Arbeiten und Entwürfe

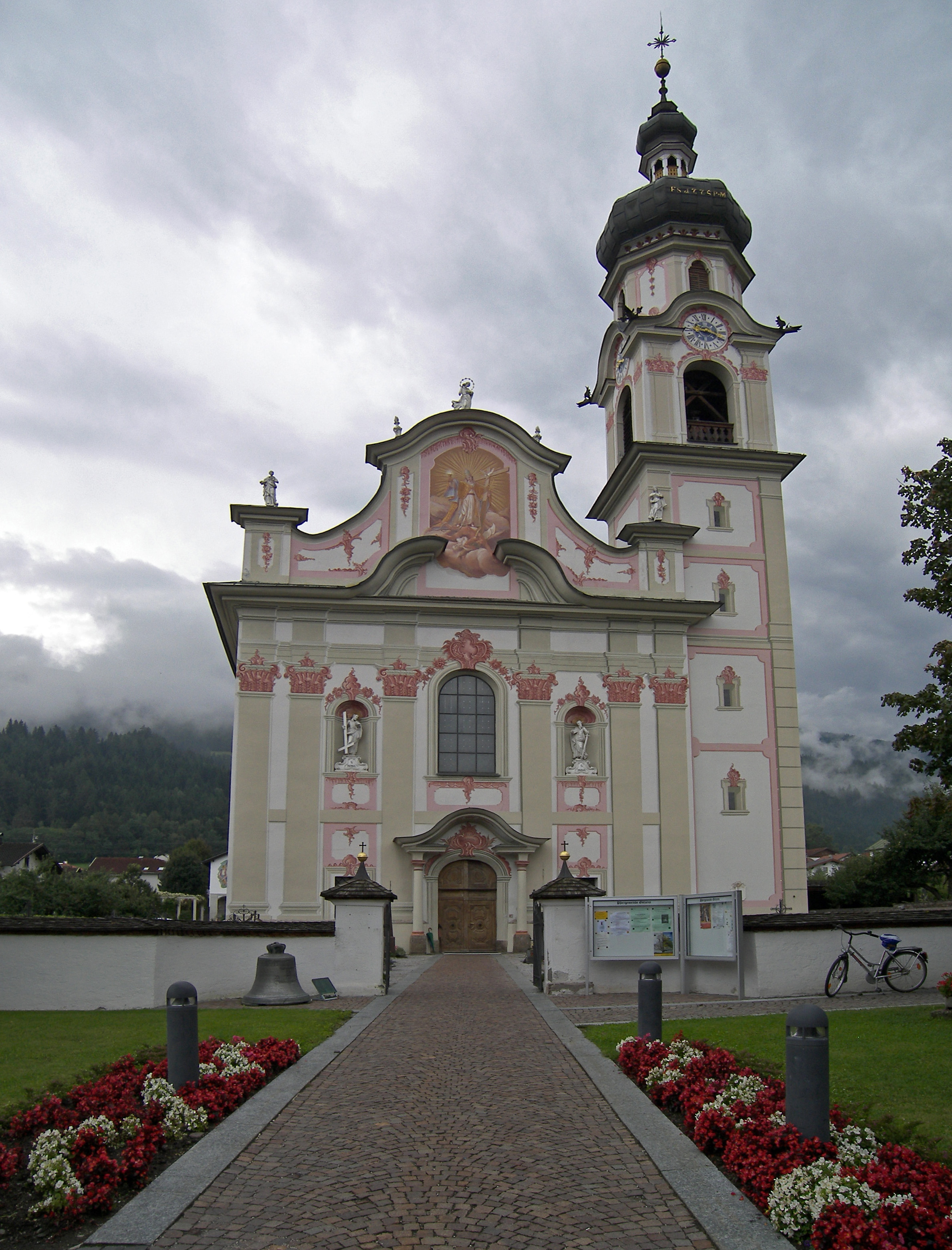
Pfarrkirche Götzens

- 1761–1766: Filialkirche Hl. Katharina in Unterperfuss, der Entwurf wird dem Innsbrucker Johann Michael Umhauser zugeschrieben
- 1764–1766: Seminarkirche Brixen, Stuckatur gemeinsam mit dem Freskomaler Franz Anton Zeiller
- 1765–1767: Institutskirche der Englischen Fräulein Brixen, Stuckatur
- 1766–1760: Pfarrkirche Hl. Johannes dem Täufer in Toblach, Stuckatur
- 1770–1771: Pfarrkirche in Taisten, Stuckatur und Rokokokanzel
- 1772–1775: Pfarrkirche Götzens,[4] eine der bedeutendsten Rokokokirchen Tirols
- 1776–1778: Pfarrkirche Sankt Jakob und Leonhard in Abtei[5]
- 1779–1781: Pfarrkirche St. Margareta, Pfarrwidum Flaurling, tätig als Baumeister[6]
- 1781–1783: Pfarrkirche St. Vigil in Enneberg, Überarbeitung des Entwurfs des Wengener Baumeisters Josef de Costa und Stuckatur[7]
- 1783–1788: Pfarrkirche St. Johann in Ahrn